# أولاث (كولورادو)
أولاث (بالإنجليزية: Olathe, Colorado)‏ هي بلدة تقع في مقاطعة مونتروز، كولورادو بولاية كولورادو في الولايات المتحدة. تبلغ مساحتها 3.4 (كم²)، وترتفع عن سطح البحر 1633 م، بلغ عدد سكانها 1573 نسمة في عام 2000 حسب إحصاء مكتب تعداد الولايات المتحدة وتصل الكثافة السكانية فيها 462.6 نسمة/كم2.

## وصلات خارجية
- Town of Olathe
- The US50 - Cities and Towns in Colorado State
- Colorado Cities and Towns, Facts, Map, Flag, Colleges, Government, and More